# Franklin L. Ford
Franklin Lewis Ford (* 26. Dezember 1920 in Waukegan; † 31. August 2003 in Lexington) war ein US-amerikanischer Neuzeithistoriker.

## Leben
Er erhielt seinen A.B. an der University of Minnesota im Jahr 1942, gefolgt von seinem M.A. (1948) und Ph.D. (1950) an der Harvard University. Ford, ein Gelehrter der modernen deutschen Geschichte und der französischen Geschichte des 17. Jahrhunderts, unterrichtete von 1949 bis 1952 am Bennington College.
Ford war ein beliebter Dozent für Grundstudiengänge in Harvard und ein geschätzter Mentor für Studenten. Ford war 1953 Assistenzprofessor in der Abteilung für Geschichte in Harvard. 1956 erhielt er eine Anstellung als außerordentlicher Professor und wurde 1959 Professor für Geschichte. 1968 wurde er zum McLean-Professor für Alte und Moderne Geschichte ernannt, der 1991 emeritiert wurde.
Franklin Ford wurde 1961 in die American Academy of Arts and Sciences gewählt.

## Schriften (Auswahl)
- Robe and sword. The regrouping of the French aristocracy after Louis XIV. Cambridge 1953, OCLC 797156555.
- Strasbourg in transition. 1648–1789. Cambridge 1958, OCLC 500138036.
- Europe. 1780–1830. London 1989, ISBN 0-582-03378-0.
- Der politische Mord. Von der Antike bis zur Gegenwart. Hamburg 1990, ISBN 3-88506-179-1.